# Ingvar Eriksson (simmare)
Karl Ingvar Eriksson, född 1 oktober 1944 i Sundsvall, död 7 januari 2015 i Stockholm, var en svensk simmare. 
Eriksson började simma som 14-åring och tävlade under sin karriär för Sundsvalls SS, där han totalt tog 17 SM-guld.
Eriksson tävlade för Sverige vid olympiska sommarspelen 1964 i Tokyo, där han var en del av Sveriges lag som slutade på femte plats på 4 x 100 meter frisim. Vid Europamästerskapen i simsport 1966 tog Eriksson två brons i lagtävlan. Vid olympiska sommarspelen 1968 i Mexico City tävlade Eriksson i tre grenar (200 meter frisim, 100 meter fjärilsim och 4 x 100 meter frisim). 
Efter simkarriären utbildade sig Eriksson till gymnastikdirektör vid GIH i Stockholm och arbetade under flera år som idrottslärare. Han verkade även som ishockeydomare men återvände i 40-årsåldern till simningen, där han var bland de bästa masterssimmarna i världen. Eriksson tävlade då för SoIK Hellas.
Ingvar Eriksson är begravd på Skönsmons kyrkogård.